# AOMedia Video 1
AOMedia Video 1 (AV1) är ett öppet, royaltyfritt, videoformat designat för videosändningar över Internet. Det utvecklas av Alliance for Open Media (AOMedia), ett konsortium av företag från halvledarindustrin, video on demand aktörer, och webbläsarutvecklare.
Formatet är menat att efterträda dess föregångare VP9, och konkurrera med HEVC/H.265 från Moving Picture Experts Group.